# イオンスタイル赤羽
イオンスタイル赤羽（イオンスタイルあかばね）は、東京都北区神谷三丁目にあるイオンリテール株式会社が運営する大型商業施設（ショッピングセンター）である。
本記事では2020年に閉店した旧店舗「イオン赤羽北本通り店」（閉店時点、変遷は後述）についても述べる。

## 店舗の変遷
理研コランダム王子工場の跡地に同社が建設した「理研神谷ビル」を1982年3月に忠実屋（のちにダイエーへ合併）が借りて、「忠実屋」として開業したのが始まりである。その後、忠実屋のディスカウント業態である「DISPA（ディスパ）」になり、忠実屋のダイエー吸収合併に伴い「Dマート」に転換したが、Dマートのブランド廃止に伴いダイエーに転換された店舗である。近隣にダイエー赤羽店が位置している関係上、ダイエーへの転換時に店名が「赤羽店」から「赤羽北本通り店」に変更された。ダイエー時代の店番号は0577となっていた。
2016年3月1日に同店の運営が株式会社ダイエーからイオンリテール株式会社に承継された。同年3月3日までダイエーで営業し、改装休業を経て同年3月6日よりイオン赤羽北本通り店となった。
2020年1月22日に建物・敷地を所有する理研コランダムはイオンリテールストア株式会社との建物賃貸借契約を同年6月末で解約することを発表した。また4月には運営するイオンリテール株式会社からも5月31日をもって一時休業することが発表された。
なお理研コラムダムによる建物取壊し後の2021年7月にイオンリテール株式会社との間で定期借地権契約を結び、同社が新たに建物を建設する予定であるとされた。
2021年6月には取壊しが完了し更地のままの状態が続いたが、8月10日付で敷地面積8,624.67m² 50年間の事業用定期借地権設定契約を締結したことが発表された。
2022年4月25日付で現地に「イオンスタイル赤羽北本通り」建設の告知がなされた。お知らせ看板の記載によれば延べ床は17,999.87m²、竣工予定日は2023年8月31日としていた。
2023年6月16日に「イオンスタイル赤羽」を正式店名として同年7月28日に開業することを発表。Dマート時代以来店名から「北本通り」の部分が外されることになった。新店舗は「都市型ワンストップショッピングストア」が掲げられ、1階は食品フロア、2階は日用品・化粧品フロア、3階と屋上は駐車場で構成され、旧店舗でも営業していたドムドムハンバーガーを含む7つの専門店も出店する。

## フロア構造
| 階   | フロア概要                       |
| ---- | -------------------------------- |
| 屋上 | 駐車場                           |
| 3階  | 駐車場                           |
| 2階  | 家電、日用雑貨等                 |
| 1階  | 食料品、日用雑貨、飲食・サービス |

## アクセス

### 鉄道
- 東京メトロ南北線志茂駅（1番出口）から徒歩5分。

### バス
都営バス「王57」豊島五丁目団地行き、北車庫入口・北車庫前で下車、同系統赤羽駅東口行き、北車庫前で下車、「王40」北車庫行き北車庫前で下車。